# Tour de Flandes 2017
La 101.ª edición de la clásica ciclista Tour de Flandes (nombre oficial en neerlandés y francés: Ronde van Vlaanderen / Tour des Flandres), se celebró en Bélgica el 2 de abril de 2017 sobre un recorrido de 260 km. 
La carrera formó parte del UCI WorldTour 2017, calendario ciclístico de máximo nivel mundial, siendo la decimotercera carrera de dicho circuito.
La carrera fue ganada por el corredor belga Philippe Gilbert del equipo Quick-Step Floors, en segundo lugar Greg Van Avermaet (BMC Racing) y en tercer lugar Niki Terpstra (Quick-Step Floors).

## Recorrido
El Tour de Flandes dispuso de un recorrido total de 260 kilómetros con 18 cotas y 5 tramos de pavé, sin embargo, manteniendo su mismo recorrido, esta carrera forma parte del calendario de clásicas de adoquines.
| Muros  | Muros            | Muros | Muros   | Muros        | Muros               | Muros                |
| Número | Nombre           | Km    | Tipo    | Longitud (m) | Pendiente media (%) | Pendiente máxima (%) |
| ------ | ---------------- | ----- | ------- | ------------ | ------------------- | -------------------- |
| 1      | Oude Kwaremont   | 115   | pavé    | 2200         | 4%                  | 11,6%                |
| 2      | Kortekeer        | 125,5 | asfalto | 1000         | 6.4%                | 17.1%                |
| 3      | Eikenberg        | 133,2 | pavé    | 1200         | 5.2%                | 10%                  |
| 4      | Wolvenberg       | 136,3 | asfalto | 645          | 7.9%                | 17.3%                |
| 5      | Leberg           | 145,1 | asfalto | 950          | 4.2%                | 13,8%                |
| 6      | Berendries       | 149,2 | asfalto | 940          | 7%                  | 12.3%                |
| 7      | Tenbosse         | 154,2 | asfalto | 450          | 6.9%                | 8.7%                 |
| 8      | Kapelmuur        | 164,5 | pavé    | 750          | 9%                  | 20%                  |
| 9      | Pottelberg       | 183,2 | asfalto | 1353         | 6,5%                | 7%                   |
| 10     | Kanarieberg      | 189   | asfalto | 1000         | 7.7%                | 14%                  |
| 11     | Oude Kwaremont   | 204,9 | pavé    | 2200         | 4.2%                | 11%                  |
| 12     | Paterberg        | 208,3 | pavé    | 360          | 9,4%                | 22%                  |
| 13     | Koppenberg       | 214,9 | pavé    | 700          | 5.3%                | 11.2%                |
| 14     | Steenbeekdries   | 220,3 | pavé    | 700          | 5.3%                | 18%                  |
| 15     | Taaienberg       | 222,8 | pavé    | 530          | 6.6%                | 15.8%                |
| 16     | Kruisberg-Hotond | 233   | pavé    | 2500         | 5%                  | 9%                   |
| 17     | Oude Kwaremont   | 242,8 | pavé    | 2200         | 4.2%                | 11%                  |
| 18     | Paterberg        | 246,3 | pavé    | 400          | 12.5%               | 20%                  |

| 1 | Lippenhovestraat | 83,8  | 1300 |
| 2 | Paddestraat      | 85,3  | 2300 |
| 3 | Holleweg         | 136,4 | 350  |
| 4 | Haaghoek         | 142,1 | 2000 |
| 5 | Mariaborrestraat | 219   | 2400 |

## Equipos participantes
Tomaron parte en la carrera 25 equipos: 18 de categoría UCI WorldTour 2017 invitados por la organización; 7 de categoría Profesional Continental, formando así un pelotón de 198 ciclistas de los que acabaron 121. Los equipos participantes fueron:
| WorldTeams (18)- Bora-Hansgrohe - Quick-Step Floors - Lotto-Soudal - BMC Racing Team - Cannondale-Drapac - Trek-Segafredo - Orica-Scott - AG2R La Mondiale - Katusha-Alpecin - Astana - Sky - Dimension Data - Movistar Team - Bahrain-Merida - Lotto NL-Jumbo - FDJ - Team Sunweb - UAE Team Emirates Equipos continentales profesionales (7)- Sport Vlaanderen-Baloise - Wanty-Groupe Gobert - Verandas Willems-Crelan - Direct Énergie - Cofidis, Solutions Crédits - Roompot-Nederlandse Loterij - Wilier Triestina-Selle Italia |
| |

## Clasificaciones finales
- Las clasificaciones finalizaron de la siguiente forma:[6]

### Clasificación general
| \| Clasificación general \| Clasificación general \| Clasificación general \| Clasificación general \| Clasificación general \| \| Ciclista \| Ciclista \| Equipo \| Tiempo \| \| \| --------------------- \| ----------------------- \| ----------------------------- \| --------------------- \| --------------------- \| \| 1.º \| Philippe Gilbert \| Quick-Step Floors \| 6 h 23 min 45 s \| \| \| 2.º \| Greg Van Avermaet \| BMC Racing Team \| + 29 s \| \| \| 3.º \| Niki Terpstra \| Quick-Step Floors \| + 29 s \| \| \| 4.º \| Dylan van Baarle \| Cannondale-Drapac \| + 29 s \| \| \| 5.º \| Alexander Kristoff \| Katusha-Alpecin \| + 53 s \| \| \| 6.º \| Sacha Modolo \| UAE Team Emirates \| + 53 s \| \| \| 7.º \| John Degenkolb \| Trek-Segafredo \| + 53 s \| \| \| 8.º \| Filippo Pozzato \| Wilier Triestina-Selle Italia \| + 53 s \| \| \| 9.º \| Sylvain Chavanel \| Direct Énergie \| + 53 s \| \| \| 10.º \| Sonny Colbrelli \| Bahrain-Merida \| + 53 s \| \| \| 11.º \| Michael Valgren \| Astana \| + 53 s \| \| \| 12.º \| Luke Durbridge \| Orica-Scott \| + 53 s \| \| \| 13.º \| Matteo Trentin \| Quick-Step Floors \| + 53 s \| \| \| 14.º \| Yoann Offredo \| Wanty-Groupe Gobert \| + 53 s \| \| \| 15.º \| Gianni Moscon \| Team Sky \| + 53 s \| \| \| 16.º \| Scott Thwaites \| Dimension Data \| + 53 s \| \| \| 17.º \| Tony Gallopin \| Lotto-Soudal \| + 53 s \| \| \| 18.º \| Nélson Filippe Oliveira \| Movistar Team \| + 53 s \| \| \| 19.º \| Fabio Felline \| Trek-Segafredo \| + 1 min 01 s \| \| \| 20.º \| André Greipel \| Lotto-Soudal \| + 2 min 29 s \| \| |                         |                               |                 |
| |                         |                               |                 |
| Fuente: ProCyclingStats |                         |                               |                 |
| Clasificación general |                         |                               |                 |
| Ciclista | Ciclista                | Equipo                        | Tiempo          |
| 1.º | Philippe Gilbert        | Quick-Step Floors             | 6 h 23 min 45 s |
| 2.º | Greg Van Avermaet       | BMC Racing Team               | + 29 s          |
| 3.º | Niki Terpstra           | Quick-Step Floors             | + 29 s          |
| 4.º | Dylan van Baarle        | Cannondale-Drapac             | + 29 s          |
| 5.º | Alexander Kristoff      | Katusha-Alpecin               | + 53 s          |
| 6.º | Sacha Modolo            | UAE Team Emirates             | + 53 s          |
| 7.º | John Degenkolb          | Trek-Segafredo                | + 53 s          |
| 8.º | Filippo Pozzato         | Wilier Triestina-Selle Italia | + 53 s          |
| 9.º | Sylvain Chavanel        | Direct Énergie                | + 53 s          |
| 10.º | Sonny Colbrelli         | Bahrain-Merida                | + 53 s          |
| 11.º | Michael Valgren         | Astana                        | + 53 s          |
| 12.º | Luke Durbridge          | Orica-Scott                   | + 53 s          |
| 13.º | Matteo Trentin          | Quick-Step Floors             | + 53 s          |
| 14.º | Yoann Offredo           | Wanty-Groupe Gobert           | + 53 s          |
| 15.º | Gianni Moscon           | Team Sky                      | + 53 s          |
| 16.º | Scott Thwaites          | Dimension Data                | + 53 s          |
| 17.º | Tony Gallopin           | Lotto-Soudal                  | + 53 s          |
| 18.º | Nélson Filippe Oliveira | Movistar Team                 | + 53 s          |
| 19.º | Fabio Felline           | Trek-Segafredo                | + 1 min 01 s    |
| 20.º | André Greipel           | Lotto-Soudal                  | + 2 min 29 s    |

## UCI World Ranking
El Tour de Flandes otorga puntos para el UCI WorldTour 2017 y el UCI World Ranking, este último para corredores de los equipos en las categorías UCI ProTeam, Profesional Continental y Equipos Continentales. La siguiente tabla indica el baremo de puntuación y los corredores que obtuvieron puntos:
| Posición   | 1º  | 2º  | 3º  | 4º  | 5º  | 6º  | 7º  | 8º  | 9º  | 10º |
| Puntuación | 500 | 400 | 325 | 275 | 225 | 175 | 150 | 125 | 100 | 85  |

| 1.º  | Philippe Gilbert   | Quick-Step Floors   | 500 |
| 2.º  | Greg Van Avermaet  | BMC Racing          | 400 |
| 3.º  | Niki Terpstra      | Quick-Step Floors   | 325 |
| 4.º  | Dylan van Baarle   | Cannondale-Drapac   | 275 |
| 5.º  | Alexander Kristoff | Katusha-Alpecin     | 225 |
| 6.º  | Sacha Modolo       | UAE Emirates        | 175 |
| 7.º  | John Degenkolb     | Trek-Segafredo      | 150 |
| 8.º  | Filippo Pozzato    | Wilier Selle Italia | 125 |
| 9.º  | Sylvain Chavanel   | Direct Énergie      | 100 |
| 10.º | Sonny Colbrelli    | Bahrain Merida      | 85  |